# Chợ Bình Tây
Chợ Bình Tây là một ngôi chợ tại Phường Bình Tây, Thành phố Hồ Chí Minh (TP HCM), tọa lạc trong khu vực gọi là Chợ Lớn nên chính bản thân nó cũng thường được gọi không chính thức là chợ Lớn mới. Chợ Bình Tây nằm trong khuôn viên rộng 25.000 m², nằm giữa 4 tuyến đường Tháp Mười - Lê Tấn Kế - Phan Văn Khỏe - Trần Bình. Chợ này có mặt bằng hình chữ nhật, 12 cổng (gồm cả chính lẫn phụ) và được thiết kế theo lối kiến trúc Á Đông.

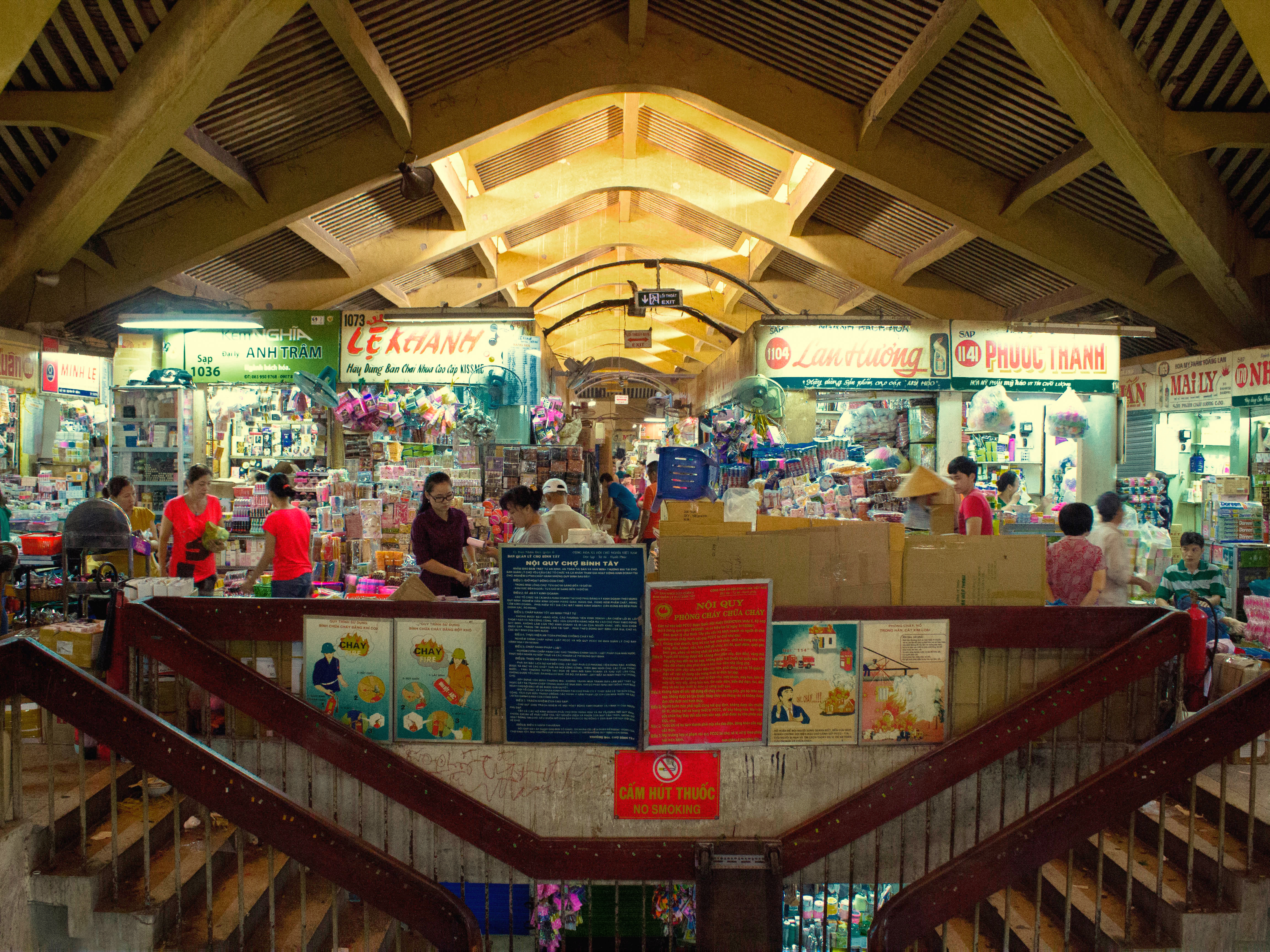
Kiến trúc bên trong chợ

Chợ Bình Tây là đầu mối sỉ hàng hóa lớn của TP HCM. Hàng hóa ở đây được đưa đi phân phối khắp nơi trong cả nước, thậm chí bán sỉ sang thị trường Campuchia và nhiều nước khác. Ngôi chợ có tuổi đời lớn nhất TP HCM này là nơi thu hút nhiều du khách trong và ngoài nước tham quan.
Năm 2015, Chợ Bình Tây được Trung tâm Bảo tồn di tích thuộc Sở Văn hóa, thể thao TP HCM, Hội đồng xét duyệt di tích TP HCM công nhận di tích kiến trúc nghệ thuật tại TP HCM

## Lịch sử

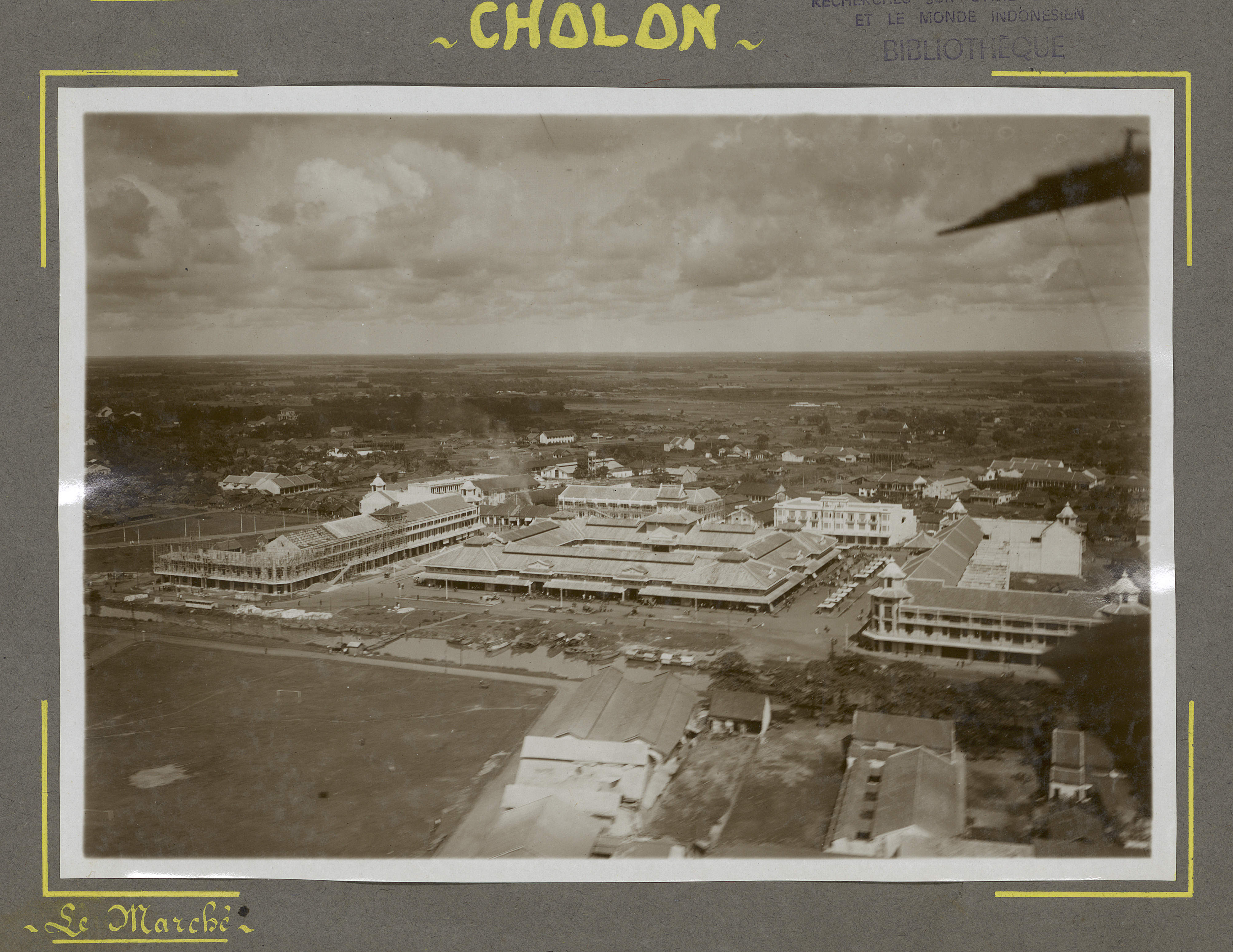
Không ảnh chợ Bình Tây và kênh Hàng Bàng ở mặt sau chợ vào khoảng năm 1930

Chợ này do một thương gia người Hoa là Quách Đàm (còn gọi là Thông Hiệp) bỏ tiền ra xây dựng vào năm 1928 rồi tặng cho chính quyền thành phố lúc bấy giờ, khánh thành năm 1930. Đổi lại, ông chỉ xin xây dựng thêm mấy dãy nhà phố xung quanh chợ và đặt tượng mình giữa chợ khi mất. Phố và nhà lồng chợ do nhà thầu danh tiếng - Công ty Tàu Cuốc (Công ty Xáng) Đông Dương xây dựng. Chợ Bình Tây được xây dựng mang phong cách kiến trúc Á Đông nhưng ứng dụng những kỹ thuật hiện đại phương Tây đương thời và được đánh giá là một trong những ngôi chợ đẹp nhất Sài Gòn.

## Trùng tu

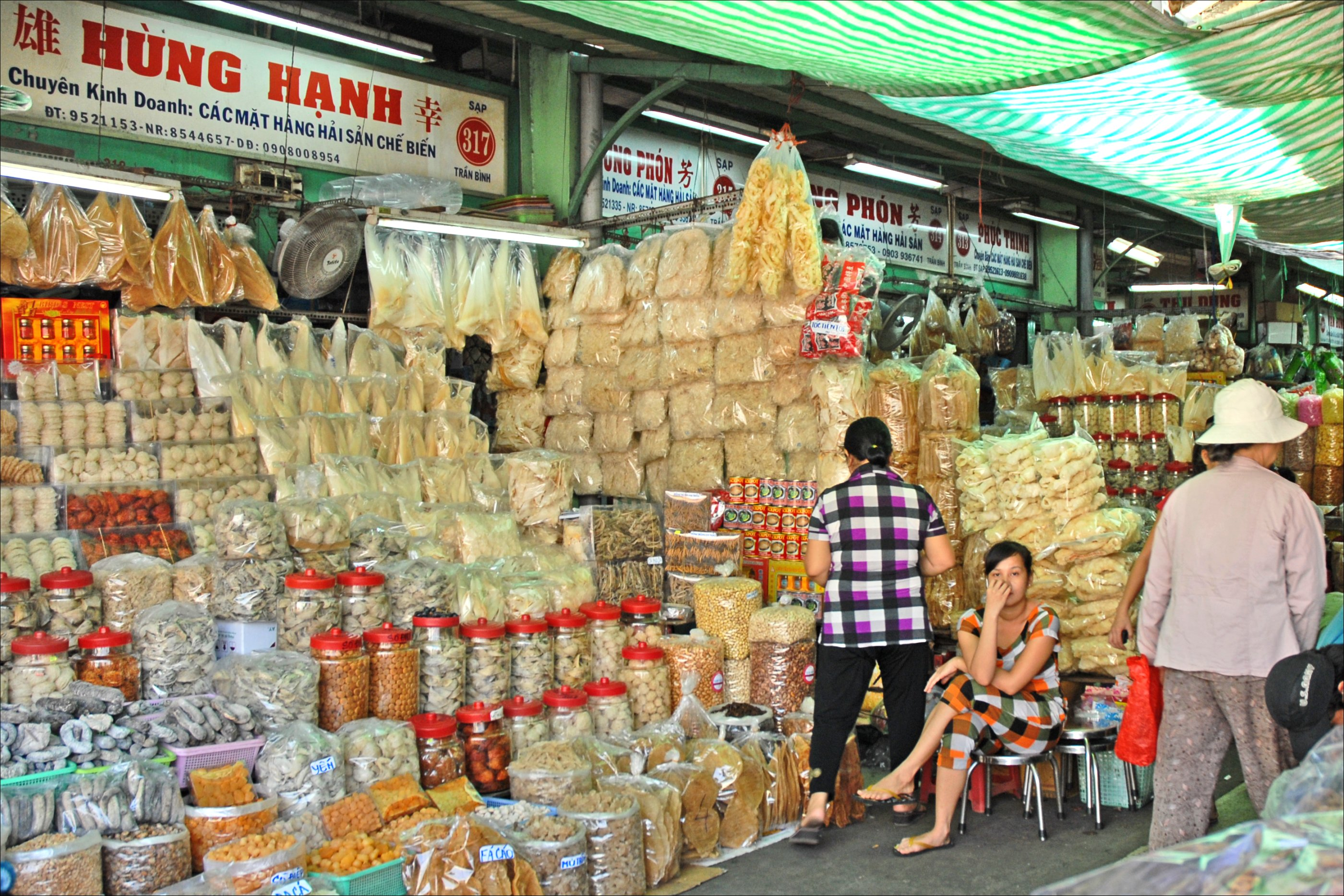
Các sạp bên trong chợ

Năm 1992, chợ Bình Tây được nâng cấp, sửa chữa toàn diện.
Năm 2006, chợ tiếp tục được xây dựng 2 dãy phía đường Trần Bình và Lê Tấn Kế bằng khung sắt, mái tôn.
Dự án sửa chữa, nâng cấp toàn diện chợ Bình Tây được lên kế hoạch và thực hiện từ cuối tháng 11 năm 2016. Tổng kinh phí đầu tư cải tạo toàn diện chợ là 104 tỷ đồng, kèm hơn 10 tỷ đồng đầu tư làm chợ tạm; toàn bộ nguồn vốn đều do tiểu thương đóng góp. Số tiền nói trên tích cóp được từ tiền thuê bao sử dụng sạp của tiểu thương trong vòng 10 năm.
Ngày 15 tháng 11 năm 2018, chợ Bình Tây đã chính thức hoạt động trở lại với hơn 1400 sạp đủ các mặt hàng phục vụ người dân ở cửa ngõ phía Tây thành phố và các tỉnh lân cận sau 2 năm tạm ngưng tu sửa. Suốt 2 năm công trình được sửa chữa, hơn 1.000 tiểu thương chợ Bình Tây được dời sang kinh doanh tại khu chợ tạm được dựng bằng tôn trên đường Tháp Mười, nằm trước cổng chính chợ.

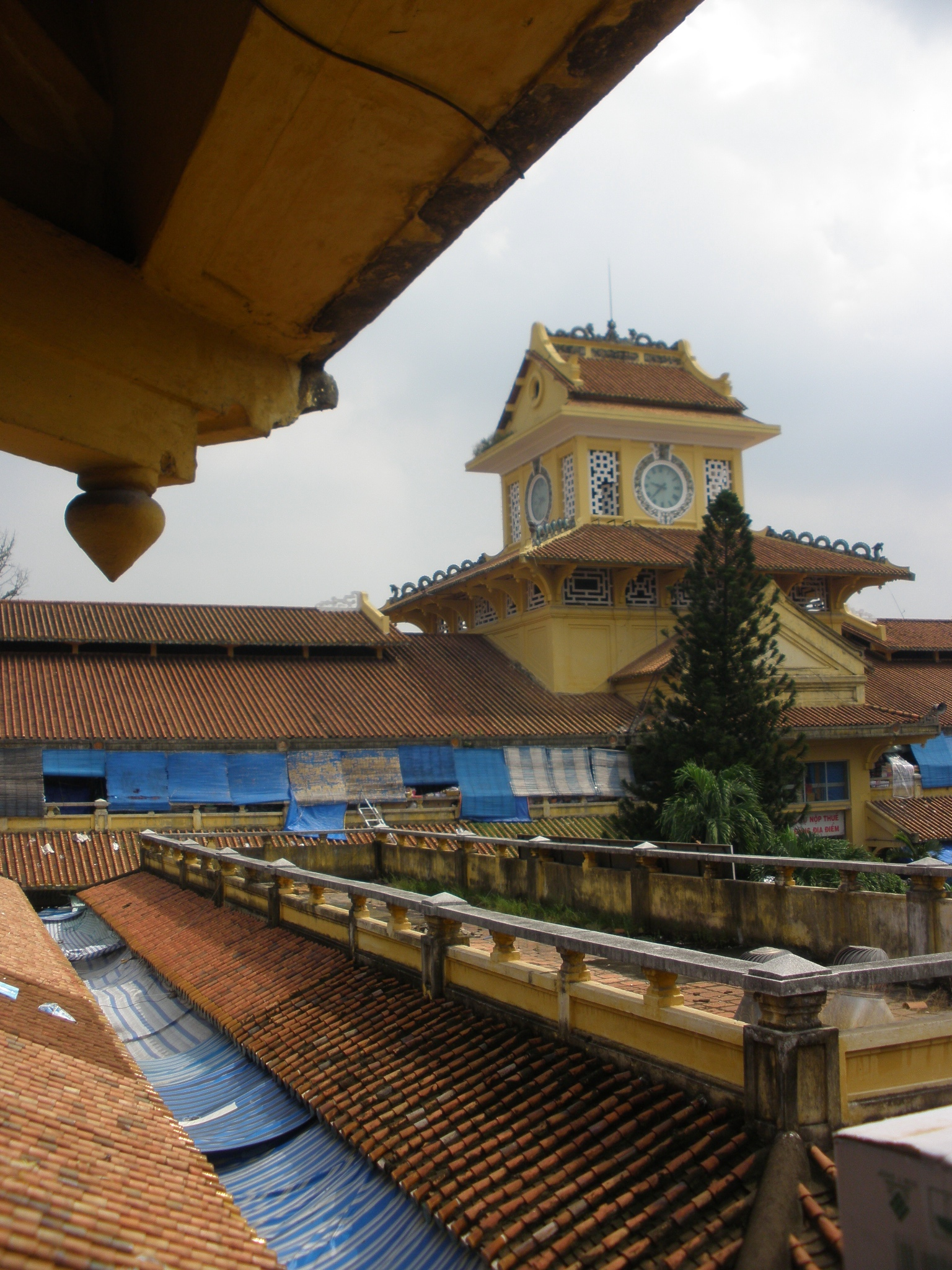
Kiến trúc chợ

Công trình sửa chữa nâng cấp chợ này thực hiện phục chế theo nguyên mẫu mái ngói được xây dựng đầu tiên vào năm 1928. Toàn bộ kiến trúc, đường nét khi sửa chữa hay phục chế đều được Trung tâm bảo tồn và phát huy giá trị di tích lịch sử văn hóa TP HCM và Sở Văn hóa và Thể thao TP HCM kiểm định. Toàn bộ rui (thanh tre hay gỗ đặt theo chiều dốc của mái nhà để đỡ những thanh mè) và ngói lợp của chợ được thay mới hoàn toàn theo mẫu cũ. Các con rồng trên nóc chợ được đo kích thước và sửa chữa để phục hồi theo nguyên mẫu. Nền chợ bằng vật liệu đá mài màu trắng cũng được cán bộ của trung tâm bảo tồn xem xét về màu sắc. Toàn bộ hệ thống cầu thang, lan can của chợ Bình Tây đều được cải tạo mới. Đặc biệt, nền được nâng cao hơn, toàn bộ sàn ở tầng trệt và lầu đều được lát gạch mới.
Theo thiết kế, công trình mặt tiền chợ Bình Tây dài 89,2 m, rộng 108,6 m và cao 13,1 m với nóc nhà gắn đồng hồ lớn là biểu tượng của chợ Bình Tây. Khu vực nhà lồng có tổng cộng 1.446 sạp, trong đó có 698 sạp tầng trệt và 748 sạp tầng lầu. Theo nhiều tiểu thương, vị trí các quầy bán hàng của họ được bố trí tương tự 2 năm trước. Việc này nhằm buôn bán hiệu quả và kết nối lại với các khách hàng cũ trước đây. Không gian chợ khang trang sau khi được cải tạo lại, các bảng hiệu đồng bộ về diện tích và màu sắc.
Bên cạnh việc phục hồi nguyên trạng chợ, các cơ quan chức năng chấp thuận xây dựng thiết kế mới một hạng mục là xây dựng thêm tầng hầm có diện tích 172m².
Chợ kinh doanh các mặt hàng như: bào ngư, vi cá mập, bong bóng cá...